# 万里小路嗣房
万里小路 嗣房（までのこうじ つぐふさ）は、南北朝時代から室町時代前期にかけての公卿。藤原北家勧修寺流万里小路家、准大臣・万里小路仲房の子。官位は従一位・内大臣。

## 経歴
以下、『公卿補任』と『尊卑分脈』の内容に従って記述する。
貞和3年（1347年）1月5日、叙爵。観応元年（1350年）4月20日、従五位上に昇叙。8月16日、美作守となる。文和3年（1354年）3月28日、民部少輔に任ぜられる。文和4年（1355年）8月13日、正五位下に昇叙。文和5年（1356年）1月28日、右兵衛佐を兼ねる。延文2年（1357年）4月12日、蔵人に補される。
延文6年（1361年）3月27日、右少弁に任ぜられる。康安2年（1362年）5月7日、正五位上に昇叙。9月30日、記録所寄人となる。貞治2年（1363年）4月20日、右中弁に転任。9月には南曹に補される。貞治5年（1366年）4月19日、左中弁に転任し、従四位下に昇叙される。貞治6年（1367年）1月6日、従四位上に昇叙。3月13日、蔵人頭に補され、紀伊権守を兼ねる。4月13日、右大弁に転任。12月19日、母の喪に服す。応安元年（1368年）4月19日、復任する。8月13日、正四位下に昇叙。応安2年（1369年）1月5日、正四位上に昇叙。
応安3年（1370年）8月14日、左大弁に転任し参議に任ぜられる。12月、造東大寺長官に補される。応安4年（1371年）、従三位に叙される。応安7年（1374年）9月28日、権中納言に任ぜられる。11月28日、左衛門督を兼ねる。12月13日、検非違使別当に補される。応安8年（1375年）11月22日、正三位に昇叙。永和2年（1376年）7月11日、検非違使別当を辞した。永和3年（1377年）3月24日、左衛門督を辞した。永和5年（1379年）1月30日、記録所の上卿となるよう宣下がある。永徳元年（1381年）1月6日、従二位に昇叙。永徳2年（1382年）4月19日、父・仲房が准大臣宣旨を受ける。
永徳3年（1383年）3月28日、権大納言に任ぜられる。12月15日、正二位に昇叙。嘉慶2年（1388年）6月2日に父仲房が薨去し、12月に権大納言を辞した。康応2年（1390年）4月1日、権大納言に還任。応永2年（1395年）閏7月2日、従一位に叙され権大納言を辞した。応永3年（1396年）7月24日、内大臣に任ぜられる。10月5日、出家。法名は道房。応永8年（1401年）9月9日、薨去。

## 万里小路家初の内大臣
父仲房は准大臣の宣旨を得たが、嗣房は万里小路家では初めて内大臣に任ぜられた。伝奏として公武の折衝に当たってきた万里小路家は、その働きにふさわしい地位を名実共に獲得したのである。

## 系譜
- 父：万里小路仲房（1323-1388）
- 母：不詳
- 妻：甘露寺藤長の娘
- 妻：家女房
  - 男子：万里小路時房（1395-1457）
- 養子
  - 男子：万里小路豊房